# Don Bluth
Donald Virgil "Don" Bluth (nascut el 13 de setembre de 1937) és un animador estatunidenc i és propietari d'un estudi d'animació propi independent. És conegut per la seua marxa de la Walt Disney Company en 1979 i la direcció dels posteriors clàssics animats com The Secret of NIMH (1982), Fievel i el nou món (1986),The Land Before Time (1988), i All Dogs Go to Heaven (1989), i per la seua col·laboració al videojoc Laserdisc de Dragon's Lair.

## Biografia
Don Bluth va fundar el seu estudi d'animació, Don Bluth Productions, el 1979, però anteriorment ja havia treballat per The Walt Disney Company. La primera pel·lícula en la qual havia treballat per a aquesta companyia va ser La Bella Dorment (1959), com a assistent d'animació, encara que en ella no figura en els crèdits. Després d'aquesta no va tornar a treballar amb la Disney fins als anys 1970, període en el qual va formar part dels equips d'animació de Robin Hood (1973), Els rescatadors (1977), i Pete's Dragon (1977). El 1978 va deixar Disney, enduent-se diversos companys per fundar un nou estudi que fes directament la competència a Disney en el seu propi mercat, el dels llargmetratges d'animació. El nou estudi va demostrar les seves habilitats en la seva primera producció, titulada Banjo the Woodpile Cat, la qual cosa li va obrir les portes per realitzar una seqüència de la pel·lícula Xanadu. El primer llargmetratge de Bluth com a director, NIMH, el món secret de la senyora Brisby, malgrat no haver estat un gran èxit de taquilla, és considerat per molts com l'obra mestra de Bluth.
Bluth va treballar també en l'àmbit dels videojocs d'arcade amb el llançament de Dragon's Lair el 1983, un videojoc amb animacions innovadores per a la seva època, que utilitzava vídeo pregravat en un disc òptic Laserdisc, i el 1984 amb Space Ace, un videojoc de ciència-ficció basat en la mateixa tecnologia que Dragon's Lair.